# Хапакагравис
Ха́пакагравис, Ха́пака-гра́вис (латыш. Hapaka grāvis, дословно канава Хапака) — канализованная река в Риге и её пригородах, левый приток Даугавы.
Берёт начало в мелиорированных лесах на границе Бабитского края и города Юрмалы, протекает по территории Бабитского края и города Риги, впадает в Даугаву в 3,6 км от её устья.
Длина, по разным источникам (в зависимости от указания места истока), составляет 15, 17 или 25 км. Площадь бассейна составляет 61,9 км², в том числе 46,1 км² в черте города Риги.
Другие названия реки: Апакшгравис (латыш. Apakšgrāvis, «Нижний канал»); Хапакса-гравис (латыш. Hapaksa grāvis); Ратсупе или Ратсупите (латыш. Rātsupe, Rātsupīte).
Разрешённая высота для судоходства — 8 метров. 16 июля 2017 года катамаран «Зингарелла» нарушил ограничение, в результате чего столкнулся с высоковольтной линией электропередач. От ожогов пострадало 12 человек.

## Характеристика
В верхнем течении русло отрегулировано, принимает сток из прилегающих мелиорированных лесов и сельскохозяйственных угодий. В черте Риги протекает по малонаселённым микрорайонам Клейсты и Спилве, пересекает улицу Клейсту, железнодорожную линию Засулаукс — Болдерая и ветку к терминалу на острове Криеву, шоссе Даугавгривас. В нижнем течении имеет вид широкой естественной реки (в отдельных местах ширина русла более 200 м); служит границей между микрорайонами Волери и Болдерая.

## Притоки
- Бекера-гравис
- Спилвес-гравис
- Лачупите (все — правые)[9].